# 马边河
马边河，是中国长江流域的一条河流，汇入岷江右岸，属于岷江水系。河长192千米，流域面积3540平方千米，年均流量138立方米每秒。自然落差2090米。水能理论蕴藏量38万千瓦。